# Passy, Haute-Savoie
Passy este o comună în departamentul Haute-Savoie din sud-estul Franței. În 2009 avea o populație de 11.526 de locuitori.

## Evoluția populației
| An        | 1975  | 1982  | 1990  | 1999   | 2006   | 2009   |
| --------- | ----- | ----- | ----- | ------ | ------ | ------ |
| Populație | 8.554 | 8.722 | 9.235 | 10.104 | 11.234 | 11.526 |